# ペリヤゴダ
ペリヤゴダ（シンハラ語: පෑලියගොඩ、タミル語: பேலியகொடை、英語: Peliyagoda）は、スリランカの西部州ガンパハ県の都市である。スリランカ最大の都市コロンボの郊外に位置する都市で、コロンボ中心部から北東に向かい県境であるケラニ川を越えた先にある。半都市自治体である Urban Council が置かれている。
コロンボとその空の玄関であるバンダラナイケ国際空港を結ぶコロンボ-カトゥナーヤカ高速道路は、ペリヤゴダを始発点としている。